# Sachio Kinugasa

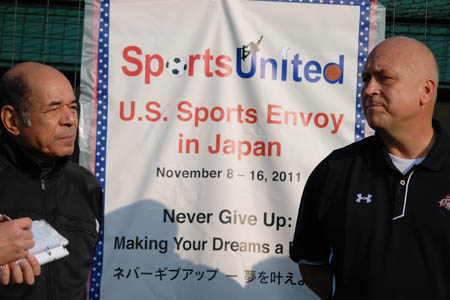
Kinugasa links mit Ripken

Sachio Kinugasa (japanisch 衣笠 祥雄, Kinugasa Sachio; geboren 18. Januar 1947 in Kyōto; gestorben 23. April 2018) war ein japanischer Baseballspieler.

## Leben und Wirken
Sachio Kinugasa hat seinen Vater, ein afroamerikanischer Besatzungssoldat, nie kennengelernt. Als Schüler der „Heian High School“ (平安高等学校) nahm er im Frühjahr und Sommer als Catcher an dem Baseball-Turnier im Hanshin-Kōshien-Stadion teil. 1965 kam er zu den „Hiroshima Carp“ (derzeit „Hiroshima Tōyō Carp“), wo er zur Position des Infielders wechselte. Zusammen mit Kōji Yamamoto (山本 浩二; * 1946) wurde er zur treibenden Kraft des Teams und führte die Hiroshima Carp 1975 zum ersten Ligasieg des Teams. Seitdem hat er viermal zur Ligameisterschaft beigetragen und war dreimal Nummer eins als Spieler. 1984 gewann er den Titel „Run batted in“ (RBI) und wurde zum „Most Valuable Player“ (MVP).
Vom Spiel gegen die „Yomiuri Giants“ am 19. Oktober 1970 bis zum Spiel gegen die Chūnichi Dragons am 13. Juni 1987 war Kinugasa 2131 Spiele in Folge auf dem Platz und brach damit den Major-League-Rekord von 2130, der von Lou Gehrig (1903–1941) aus den Vereinigten Staaten gehalten wurde. Nach diesem Weltrekord wurde Kinugasa „Der Mann aus Stahl“ (鉄人, Tetsujin)" genannt. Der Rekord wurde bis zum Spiel gegen „Yokohama Ocean Whales“ (derzeit Yokohama DeNA BayStars) am 22. Oktober 1987 auf 2215 Spiele erweitert, aber er zog sich im selben Jahr aus dem aktiven Dienst zurück.
Später wurde der Weltrekord für aufeinanderfolgende Spiele von Cal Ripken Jr. (geb. 1960) von der amerikanischen Major League Baseball auf 2632 erhöht. Kinugasas Rückennummer 3 wurde bei den Carp nicht wieder vergeben. 1987 wurde Kinugasa vom Premierminister mit den „People's Honour Award“ (国民栄誉賞, Kokumineiyo-shō) ausgezeichnet. Seit 1996 wird er in dem „Baseball Hall of Fame Museum“ (野球殿堂博物館, Yakyū dendō hakubutsukan) geehrt.
Der Asteroid (7826) Kinugasa wurde nach ihm benannt.